# Trofeo Melinda 2015
Il Trofeo Melinda 2015, ventiquattresima edizione della corsa e valida come evento dell'UCI Europe Tour 2015 e come campionato nazionale di ciclismo su strada, si svolse il 27 giugno 2015 su un percorso di 219 km. Il titolo di campione d'Italia è stato conquistato da Vincenzo Nibali che terminò la gara in 4h57'38".
Partenza con 110 ciclisti, dei quali 39 portarono a termine la gara.

## Squadre e corridori partecipanti
| N.    | Cod. | Squadra                           |
| ----- | ---- | --------------------------------- |
| 1-6   | AST  | Astana Pro Team                   |
| 7-15  | LAM  | Lampre-Merida                     |
| 16-27 | STH  | Wilier Triestina-Southeast        |
| 28-37 | AND  | Androni Giocattoli-Sidermec       |
| 38-47 | NIP  | Vini Fantini-Nippo                |
| 48-56 | BAR  | Bardiani-CSF                      |
| 57-63 | NRI  | MG.Kvis Vega                      |
| 64-69 | TID  | Team Idea                         |
| 70-74 | TCG  | Team Cannondale-Garmin            |
| 75-79 | AZT  | D'Amico-Bottecchia                |
| 80-83 | GEO  | GM Europa Ovini                   |
| 84-87 | UHC  | UnitedHealthcare Pro Cycling Team |
| 89-91 | TNK  | Tinkoff-Saxo                      |

| N.      | Cod. | Squadra                |
| ------- | ---- | ---------------------- |
| 92,94   | ALM  | AG2R La Mondiale       |
| 95-97   | EQS  | Etixx-Quick Step       |
| 99-100  | AMO  | Amore & Vita-Selle SMP |
| 101     | BMC  | BMC Racing Team        |
| 103-105 | CCC  | CCC Sprandi Polkowice  |
| 105-106 | WGG  | Wanty-Groupe Gobert    |
| 107-108 | BOA  | Bora-Argon 18          |
| 109     | OGE  | Orica-GreenEDGE        |
| 110     | DDD  | Team Dimension Data    |
| 111     | TFS  | Trek-Segafredo         |
| 112     | MKT  | Meridiana-Kamen Team   |
| 113     | ROT  | Team Roth              |
| 114     | IAM  | IAM Cycling            |

## Ordine d'arrivo (Top 10)
| Pos. | Corridore          | Squadra    | Tempo    |
| ---- | ------------------ | ---------- | -------- |
| 1    | Vincenzo Nibali    | Astana     | 5h40'54" |
| 2    | Francesco Reda     | Team Idea  | a 13"    |
| 3    | Diego Ulissi       | Lampre     | a 29"    |
| 4    | Gianfranco Zilioli | Androni    | a 1'17"  |
| 5    | Davide Rebellin    | CCC        | s.t.     |
| 6    | Domenico Pozzovivo | AG2R La M. | a 1'25"  |
| 7    | Alessio Taliani    | Androni    | a 1'48"  |
| 8    | Gianluca Brambilla | Etixx      | a 1'57"  |
| 9    | Mauro Finetto      | Southeast  | a 2'10"  |
| 10   | Valerio Conti      | Lampre     | a 2'15"  |